# Open di Francia 2013 - Doppio maschile in carrozzina
Frédéric Cattaneo e Shingo Kunieda sono i detentori del titolo ma Cattaneo ha deciso di non partecipare quindi Kunieda partecipa con Stéphane Houdet. I due hanno conquistato il titolo battendo in finale Gordon Reid e Ronald Vink per 3-6, 6-4, [10-6].

## Teste di serie
1. Stéphane Houdet /  Shingo Kunieda (campioni)
2. Gordon Reid /  Ronald Vink (finale)

## Tabellone

### Legenda
| - Q = Qualificato - WC = Wild card - LL = Lucky loser | - ALT = Alternate - SE = Special Exempt - PR = Protected Ranking | - w/o = Walkover - r = Ritirato - d = Squalificato |

|  | Semifinali | Semifinali                         | Semifinali                      | Semifinali | Semifinali |  |  | Finale | Finale                         | Finale | Finale | Finale |  |
|  |            |                                    |                                 |            |            |  |  |        |                                |        |        |        |  |
|  | 1          | Stéphane Houdet Shingo Kunieda     | 6                               | 5          | [10]       |  |  |        |                                |        |        |        |  |
|  |            | Michael Jeremiasz Maikel Scheffers | 4                               | 7          | [8]        |  |  | 1      | Stéphane Houdet Shingo Kunieda | 3      | 6      | [10]   |  |
|  |            | Gustavo Fernandez Stefan Olsson    | Gustavo Fernandez Stefan Olsson | 1          | 5          |  |  | 2      | Gordon Reid Ronald Vink        | 6      | 4      | [6]    |  |
|  | 2          | Gordon Reid Ronald Vink            | Gordon Reid Ronald Vink         | 6          | 7          |  |  |        |                                |        |        |        |  |